# Omm ol Balābīl
Omm ol Balābīl (persiska: ام البلابیل) är en ort i Iran.   Den ligger i provinsen Khuzestan, i den centrala delen av landet, 500 km söder om huvudstaden Teheran. Omm ol Balābīl ligger 21 meter över havet och antalet invånare är 194.
Terrängen runt Omm ol Balābīl är mycket platt. Runt Omm ol Balābīl är det ganska tätbefolkat, med 144 invånare per kvadratkilometer. Närmaste större samhälle är Veys, 9,8 km väster om Omm ol Balābīl. Trakten runt Omm ol Balābīl är ofruktbar med lite eller ingen växtlighet.